# Caleta Caceres
Caleta Caceres är en vik i Antarktis. Den ligger i Västantarktis. Argentina, Chile och Storbritannien gör anspråk på området. Caleta Caceres är det namn som används i Argentina, i Chile används namnet Caleta Villegas.